# موريس وليامز (لاعب كرة قدم أمريكية أمريكي)
موريس وليامز (بالإنجليزية: Maurice Williams)‏ هو لاعب كرة قدم أمريكية أمريكي، ولد في 26 يناير 1979 في ديترويت في الولايات المتحدة.

## وصلات خارجية
- موريس وليامز على موقع مرجع كرة القدم المحترفة.كوم (الإنجليزية)